# Regierung Menzies VII
Die Regierung Menzies VII regierte Australien vom 10. Dezember 1958 bis zum 18. Dezember 1963. Es handelte sich um eine Koalitionsregierung der Liberal Party (LP) und der Country Party (CP).
Bei der Parlamentswahl am 22. November 1958 gewannen sowohl die Liberal Party als auch die Country Party je einen Sitz im Repräsentantenhaus und verfügten nun über 77 von 124 Sitzen. Im Senat erhielt die Koalition 32 der 60 Mandate. Die folgende Parlamentswahl am 9. Dezember 1961 brachte ein Patt im Repräsentantenhaus. Die Labor Party erhielt 62 der 124 Mandate, die Liberal Party 45 und die Country Party 17, der einzige Vorteil der Regierungskoalition lag in den eingeschränkten Stimmrechten der beiden Labor-Abgeordneten aus den Territorien. Bei der vorgezogenen Wahl zum Repräsentantenhaus am 30. November 1963 konnte die LP-CP-Koalition ihre Mehrheit zurückgewinnen und errang 72 der 124 Sitze. Menzies, der bereits seit 1949 Premierminister war, führte auch weiterhin eine Koalitionsregierung von Liberal und Country Party.

## Ministerliste
| Kabinett                                                      | Kabinett                | Kabinett | Kabinett                              | Kabinett |
| Amt                                                           | Minister                | Partei   | Amtszeit                              | Bild     |
| ------------------------------------------------------------- | ----------------------- | -------- | ------------------------------------- | -------- |
| Premierminister                                               | Robert Menzies          | LP       | 10. Dezember 1958 – 18. Dezember 1963 |          |
| Handelsminister                                               | John McEwen             | CP       | 10. Dezember 1958 – 18. Dezember 1963 |          |
| Schatzminister                                                | Harold Holt             | LP       | 10. Dezember 1958 – 18. Dezember 1963 |          |
| Außenminister                                                 | Richard Casey           | LP       | 10. Dezember 1958 – 4. Februar 1960   |          |
| Außenminister                                                 | Robert Menzies          | LP       | 4. Februar 1960 – 22. Dezember 1961   |          |
| Außenminister                                                 | Garfield Barwick        | LP       | 22. Dezember 1961 – 18. Dezember 1963 |          |
| Forschungsminister                                            | Richard Casey           | LP       | 10. Dezember 1958 – 4. Februar 1960   |          |
| Forschungsminister                                            | Robert Menzies          | LP       | 22. Dezember 1961 – 16. Februar 1962  |          |
| Vizepräsident des Executive Council                           | Bill Spooner            | LP       | 10. Dezember 1958 – 18. Dezember 1963 |          |
| Minister für nationale Entwicklung                            | Bill Spooner            | LP       | 10. Dezember 1958 – 18. Dezember 1963 |          |
| Verteidigungsminister                                         | Athol Townley           | LP       | 10. Dezember 1958 – 18. Dezember 1963 |          |
| Minister für Territorien                                      | Paul Hasluck            | LP       | 10. Dezember 1958 – 18. Dezember 1963 |          |
| Minister für Arbeit und Wehrpflicht                           | William McMahon         | LP       | 10. Dezember 1958 – 18. Dezember 1963 |          |
| Minister für die Luftfahrt                                    | Shane Paltridge         | LP       | 10. Dezember 1958 – 18. Dezember 1963 |          |
| Minister für Schifffahrt und Verkehr                          | Shane Paltridge         | LP       | 10. Dezember 1958 – 5. Februar 1960   |          |
| Generalpostmeister                                            | Charles Davidson        | CP       | 10. Dezember 1958 – 18. Dezember 1963 |          |
| Minister für Einwanderung                                     | Alick Downer            | LP       | 10. Dezember 1958 – 18. Dezember 1963 |          |
| Generalstaatsanwalt                                           | Garfield Barwick        | LP       | 22. Dezember 1961 – 18. Dezember 1963 |          |
| Minister für die Grundstoffindustrie                          | Charles Adermann        | CP       | 10. Dezember 1958 – 18. Dezember 1963 |          |
|                                                               |                         |          |                                       |          |
| Juniorminister                                                |                         |          |                                       |          |
| Forschungsminister                                            | Donald Alastair Cameron | LP       | 4. Februar 1960 – 22. Dezember 1961   |          |
| Forschungsminister                                            | John Gorton             | LP       | 16. Februar 1962 – 18. Dezember 1963  |          |
| Minister für Schifffahrt und Verkehr                          | Hubert Opperman         | LP       | 5. Februar 1960 – 18. Dezember 1963   |          |
| Minister für Repatriierung                                    | Walter Cooper           | LP       | 10. Dezember 1958 – 29. Dezember 1960 |          |
| Minister für Repatriierung                                    | Frederick Osborne       | LP       | 29. Dezember 1960 – 22. Dezember 1961 |          |
| Minister für Repatriierung                                    | Reginald Swartz         | LP       | 22. Dezember 1961 – 18. Dezember 1963 |          |
| Gesundheitsminister                                           | Donald Alastair Cameron | LP       | 10. Dezember 1958 – 22. Dezember 1961 |          |
| Gesundheitsminister                                           | Harrie Wade             | CP       | 22. Dezember 1961 – 18. Dezember 1963 |          |
| Armeeminister                                                 | John Cramer             | LP       | 10. Dezember 1958 – 18. Dezember 1963 |          |
| Minister für die Luftwaffe                                    | Frederick Osborne       | LP       | 10. Dezember 1958 – 29. Dezember 1960 |          |
| Minister für die Luftwaffe                                    | Harrie Wade             | CP       | 29. Dezember 1960 – 22. Dezember 1961 |          |
| Minister für die Luftwaffe                                    | Les Bury                | LP       | 22. Dezember 1961 – 27. Juli 1962     |          |
| Minister für die Luftwaffe                                    | David Fairbairn         | LP       | 4. August 1962 – 18. Dezember 1963    |          |
| Sozialminister                                                | Hugh Roberton           | CP       | 10. Dezember 1958 – 18. Dezember 1963 |          |
| Minister für Zölle und Verbrauchssteuern                      | Denham Henty            | LP       | 10. Dezember 1958 – 18. Dezember 1963 |          |
| Minister für Versorgung                                       | Alan Hulme              | LP       | 10. Dezember 1958 – 22. Dezember 1961 |          |
| Minister für Versorgung                                       | Allen Fairhall          | LP       | 22. Dezember 1961 – 18. Dezember 1963 |          |
| Innenminister                                                 | Gordon Freeth           | LP       | 10. Dezember 1958 – 18. Dezember 1963 |          |
| Bauminister                                                   | Gordon Freeth           | LP       | 10. Dezember 1958 – 18. Dezember 1963 |          |
| Marineminister                                                | John Gorton             | LP       | 10. Dezember 1958 – 18. Dezember 1963 |          |
| Assistant Minister im Schatzministerium                       | Les Bury                | LP       | 22. Dezember 1961 – 27. Juli 1962     |          |
| Assistant Minister im Außenministerium                        | John Gorton             | LP       | 23. März 1960 – 18. Dezember 1963     |          |
| Assistant Minister zur Unterstützung des Generalstaatsanwalts | Gordon Freeth           | LP       | 22. Februar 1962 – 18. Dezember 1963  |          |